# Leichtbenzin
Leichtbenzin 
ist eine farblose und leicht brennbare Flüssigkeit mit mildem Geruch, die schnell verdunstet. Es ist eine komplexe Kombination von leichtentzündlichen Kohlenwasserstoffen, hauptsächlich C5–C7 (Pentan, Hexan, Heptan) aus der fraktionierten Destillation von Erdöl. Butan und Oktan können auch enthalten sein. Je nach Definition siedet diese Kombination im Bereich bis etwa 90 °C oder 100 °C.
Zur unteren Siedegrenze gibt es in der Literatur ebenfalls voneinander abweichende Angaben. Gelegentlich wird 25 °C oder 35 °C angegeben, was die Petroletherfraktion mit einschließt, andere Stellen geben ca. 70 °C als untere Siedegrenze an. Gemäß DIN 51630 sind Petrolether Spezialbenzine mit Siedepunkt 25–80 °C.
Leichtbenzine sind z. B. Petrolether (C5, C6, Sdp. 30–70 °C), Ligroin (C6, C7, Sdp. 60–100 °C), Siedegrenzbenzin DIN 51631 Typ I 60/95, FAM Normalbenzin (Fachausschuss für Mineral- und Brennstoffnormung; Analysebenzin) DIN 51635 60/95 sowie weitere unter 100 °C siedende Mischungen.

## Geschichte
Die ersten Raffinerien, die im 19. Jahrhundert entstanden, stellten aus Erdöl Petroleum her, welches als Lampenöl Verwendung fand. Ein Abfallprodukt war dabei eine Flüssigkeit, die sich schon
bei relativ niedriger Temperatur verflüchtigte, jedoch hatte man zunächst wenig Verwendung für sie.
Seit 1850 wurden Leichtbenzine für die chemische Reinigung verwendet, deswegen ist Leichtbenzin auch unter dem Namen Wasch- oder Fleckenbenzin bekannt. Unter diesen Bezeichnungen wurde es in kleinen Mengen auch in Drogerien, Kaufläden oder Apotheken verkauft.
Leichtbenzine verwendete man Ende des 19. Jahrhunderts unter anderem bei der Erzeugung des sogenannten Luftgases für Beleuchtungszwecke in den sogenannten Luftgasapparaten.
In der Entwicklung der Ottokraftstoffe übernahmen die Leichtbenzine eine wichtige Rolle, da die zu Anfang des 20. Jahrhunderts verwendeten Oberflächenvergaser mit dem leichtflüchtigen Leichtbenzin zündfähige Gemische bilden konnten. Die früheste Verwendung von Ottokraftstoffen im Fahrzeug ist die Beschreibung von Leichtbenzin in der Patentschrift zum Benz Patent-Motorwagen Nummer 1 von 1886 als „leichtflüchtiges Oel“. Dies konnte das dort namentlich genannte Ligroin oder z. B. ein damals erhältliches Gasolin sein. 1888 wurde der Apotheker der Wieslocher Stadt-Apotheke zum „ersten Tankwart der Welt“, als er Bertha Benz Ligroin zur Verfügung stellte. Der Name Ligroin wird im Englischen immer noch verwendet, der Begriff Gasoline für Benzin wird noch in vielen spanisch- sowie portugiesischsprachigen (gasolina), als auch englischsprachigen Ländern (neben petrol) genutzt und hier häufig zu gas abgekürzt. Mit der Einführung der Vakuumdestillation 1904 stand Leichtbenzin in zunehmenden Mengen zur Verfügung und verbilligte sich ganz entscheidend; im Ersten Weltkrieg wurde Leichtbenzin als Flugkraftstoff verwendet.

## Verwendung
Leichtbenzine werden als Reinigungs-, Entfettungs- oder Extraktionsmittel verwendet, in der Klebstoff- und Lackherstellung sowie als Chemierohstoff. Leichtbenzine sind auch Mischungsbestandteil in Ottokraftstoffen.